# ملعب خوسيه ماريا اولايتا
ملعب خوسيه ماريا اولايتا (بالإنجليزية: Estadio José María Olaeta)‏ هو ملعب كرة قدم يقع في روساريو، الأرجنتين، يتسع لـ 6,800 متفرج.